# 辻町 (名古屋市)

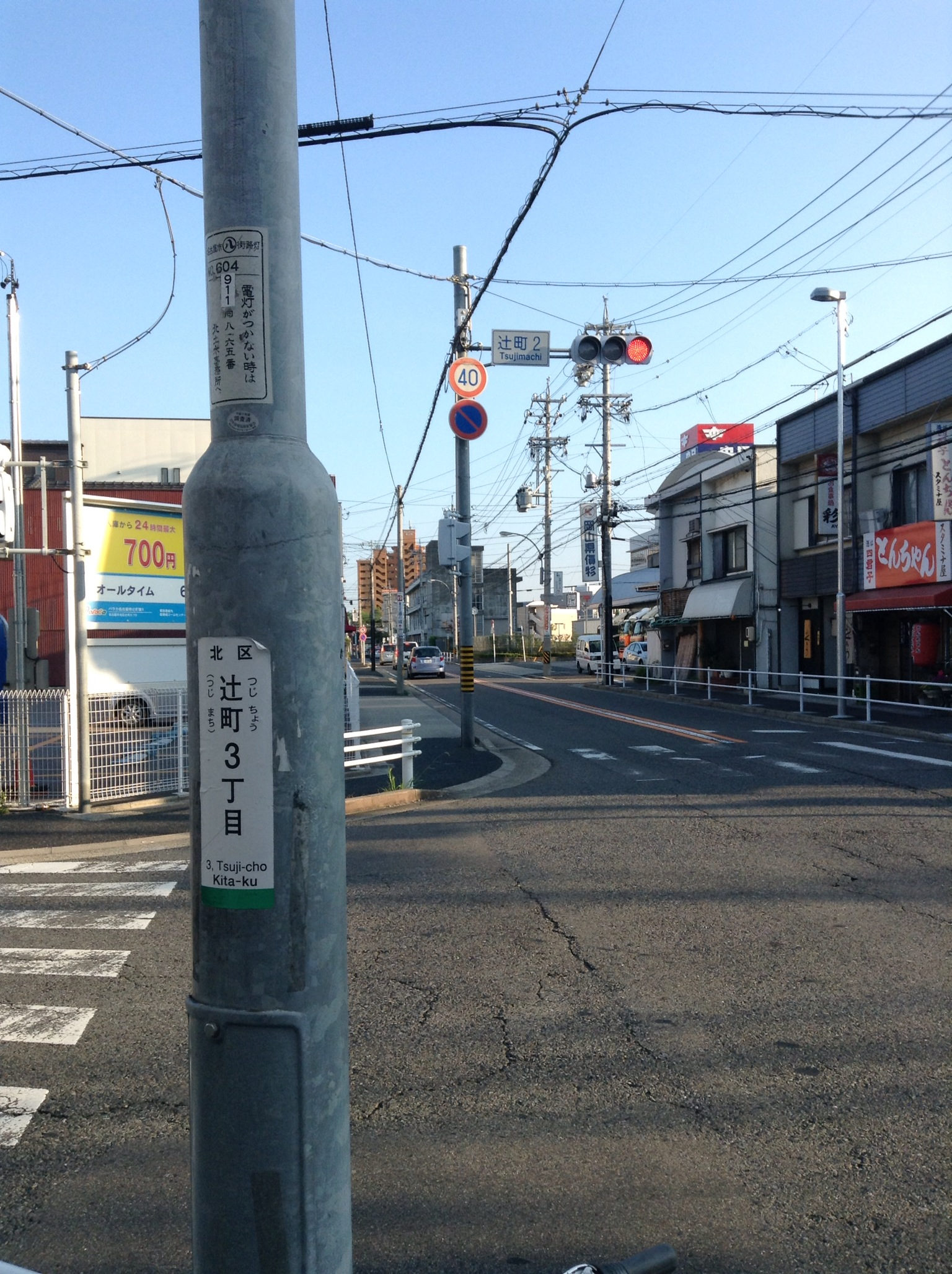
町の読みの揺れ
（奥の交差点はローマ字で「つじまち」と表記され、手前の行政設置のステッカーには「つじちょう（つじまち）」と併記されている。）

辻町（つじちょう、つじまち）は、愛知県名古屋市北区にある地名。現行行政地名は辻町1丁目から辻町9丁目と6つの字。住居表示未実施。

## 地理
名古屋市北区中央部に位置する。西は安井・金田町・長喜町、南は新堀町・辻本通、北は安井町・成願寺町・守山区川西に接する。また、辻本通を挟み南に飛び地（字流）が所在し、東は上飯田西町、南は織部町・瑠璃光町・真畔町に接しており、地内には集合住宅と愛知県衛生研究所が所在している。町域はおおむね住宅地で、大野町・長喜町との境界には愛知県営辻町住宅が所在している。また、かつては大隈鐵工所・興和紡績の工場があったが撤退し、それぞれ中日新聞印刷辻町工場とアピタ名古屋北店となっている。

### 河川
当地内北東端で堀川（黒川）と庄内用水（惣兵衛川）が分流しており、庄内用水は当地北端付近を東から西に流れている。

### 字一覧

#### 現行字（辻町）
現行字は「名古屋市道路認定図」による。
- 古新田 - こしんでん（北緯35度12分27.8秒 東経136度55分50.5秒 / 北緯35.207722度 東経136.930694度）
- 下道（北緯35度12分9.8秒 東経136度55分26.5秒 / 北緯35.202722度 東経136.924028度）
- 新明（北緯35度12分22.2秒 東経136度55分37.4秒 / 北緯35.206167度 東経136.927056度）
- 砂田（北緯35度12分21秒 東経136度55分41.7秒 / 北緯35.20583度 東経136.928250度）
- 流 - ながれ（北緯35度12分9.2秒 東経136度55分30.7秒 / 北緯35.202556度 東経136.925194度）
- 薬師浦 - やくしうら（北緯35度12分39.3秒 東経136度55分21.3秒 / 北緯35.210917度 東経136.922583度）

#### 旧字（辻村）
『北区誌（1994年版）』551頁による。
- 流砂田 - なかれすなた
- 下通り - しもどおり
- 黒曽 - くろそ
- 高道 - たかみち
- 郷中 - ごうなか
- 川田 - かわた
- 北出 - きたで
- 柿ノ木 - かきのき
- 薬師堂 - やくしどう
- 池ノ内 - いけのうち
- 辻浦 - つじうら
- 亥新田 - いしんでん
- 戌新田 - いぬしんでん
- 子新田 - ねしんでん
- 古新田 - こしんでん
- 薬師浦 - やくしうら

## 歴史

### 町名の由来
江戸期の春日井郡辻村を前身とする。辻という地名について、『尾張志』や『尾張国地名考』は羊神社の「羊」が「火辻」の表記に転じ、さらに火の字を避けて「辻」としたという古伝を記している。羊神社は平安中期成立の『延喜式神名帳』に尾張国山田郡の神社として記録が残る。
「辻」という地名の史料上の初出は戦国期で、1583年（天正11年）11月7日付『織田信雄朱印状』に春日井郡の郷名として「つじ」の名が見られる。

### 行政区画の変遷
- 1880年（明治13年）2月5日 - 西春日井郡成立に伴い、春日井郡辻村が西春日井郡辻村となる[1]。
- 1889年（明治22年）10月1日 - 西春日井郡萩野村大字辻となる[1]。
- 1937年（昭和12年）3月1日 - 名古屋市西区辻町となる[1]。
- 1937年（昭和12年）10月 - 字流を以て東区辻町が成立する[1]。
- 1937年（昭和12年）11月1日 - 西区辻町の一部が境界変更を以下の通りに行った[4]。
  - 字黒増の一部を大野町[5]・天道町[4]に編入。
  - 字高道の一部を金田町に編入[6]。
  - 字下通りの一部を長喜町に編入[4]。
  - 字薬師堂の一部が安井町1-7丁目に編入される[7]。
  - 『角川地名辞典』によると、この他辻本通との境界変更が行われ、面積を減じたようであるが詳細不明である[1]。
- 1939年（昭和14年）4月1日 - 字が以下の通り変更となった[4]。
  - 字向砂田・砂田・郷中の各一部により字神明を編成。
  - 字砂田・向砂田の各一部により字東辻栄を編成。
- 1944年（昭和19年） - 東区辻町を西区辻町が合併する[1]。
- 1949年（昭和24年）7月1日 - 以下の通りの異動が実施された[4]。
  - 字白山・神明・高師・新堀・西辻栄・東辻栄・日進・薬師・金田町6丁目の各一部により辻町1-9丁目を編成。
  - 字日進・薬師の各一部を金田町6丁目に編入[6]。
  - 字西辻栄・東辻栄の各一部を辻本通1-4丁目に編入[4]。
  - 字日進の一部を天道町5丁目に編入[4]。
  - 字薬師の一部を安井町7丁目に編入[7]。
  - 『角川地名辞典』によると、この他長喜町・大野町との境界変更が行われ、面積を減じたようであるが詳細不明である[1]。
- 1978年（昭和53年）11月26日 - 字薬師浦の一部が安井三・四丁目の一部となる[1][7]。

## 世帯数と人口
2022年（令和4年）1月1日現在の世帯数と人口は以下の通りである。
| 町丁 | 世帯数    | 人口    |
| ---- | --------- | ------- |
| 辻町 | 1,925世帯 | 3,777人 |

## 学区
市立小・中学校に通う場合、学校等は以下の通りとなる。また、公立高等学校に通う場合の学区は以下の通りとなる。
| 丁目・字     | 番・番地等 | 小学校               | 中学校               | 高等学校 |
| ------------ | ---------- | -------------------- | -------------------- | -------- |
| 辻町1〜9丁目 | 全域       | 名古屋市立辻小学校   | 名古屋市立北陵中学校 | 尾張学区 |
| 辻町字古新田 | 全域       | 名古屋市立辻小学校   | 名古屋市立北陵中学校 | 尾張学区 |
| 辻町字薬師浦 | 全域       | 名古屋市立辻小学校   | 名古屋市立北陵中学校 | 尾張学区 |
| 辻町字流     | 全域       | 名古屋市立名北小学校 | 名古屋市立若葉中学校 | 尾張学区 |

## 交通

### バス
- 名古屋市営バス（名古屋市交通局）
  - 辻町停留所[WEB 8]
    - アのりば（栄12系統 安井町西行・北巡回系統 安井町経由左回り黒川行）
    - イのりば（名駅13系統 上飯田行・栄12系統 栄行・北巡回系統 右回り黒川行）
    - ウのりば（名駅13系統 名古屋駅行）

  - 辻本通停留所[WEB 9]
    - アのりば（名駅13系統 名古屋駅行・栄12系統 安井町西行・北巡回系統 安井町経由左回り黒川行）
    - イのりば（名駅13系統 上飯田行・栄12系統 栄行・北巡回系統 右回り黒川行）

  - 上飯田西町停留所[WEB 10]
    - イのりば（名駅13系統 名古屋駅行・北巡回系統 安井町経由左回り黒川行）

### 道路
- 愛知県道102号名古屋犬山線（防衛道路）

## 施設

### 1丁目
- 瀬戸信用金庫城北支店
- エクボ辻町店
- 名古屋市立辻小学校
- 愛知県営辻町住宅

オークマ（当時は大隈鐵工所）の旧本社工場の跡地に愛知県が整備した集合住宅。1976年（昭和51年）秋、大隈鐵工所側が本社および本社工場移転後の11万4800平方メートルの売却を県に持ちかけ、1万5000平方メートルをまず売却。同年11月、約5万平方メートルを工場移転に合わせて3段階で県が購入するという覚書を両者で結んだ。残りの土地は名古屋市が買収し、小中学校用地として確保することとなった。約1000戸規模の「名北団地」として整備することを1978年（昭和53年）4月に発表し、1980年（昭和55年）春から1983年（昭和58年）度に掛けて段階的に供用開始する予定としていたが、1979年（昭和54年）3月に大隈鐵工所が本社全面移転を撤回したため、同地に予定されていた中学校計画が白紙に戻された。
- 辻町公園

街区公園。都市計画公園としては1980年（昭和55年）9月22日告示、面積は0.65ヘクタール。1983年（昭和58年）開園。1984年（昭和59年）3月31日を都市公園法による設置日としている。

### 2丁目
- 名古屋トヨペット辻町店
- 岡山県貨物名古屋北営業所
- 中日新聞印刷辻町北工場・中日高速オフセット印刷辻町南工場

### 4丁目
- 真宗大谷派徳風山有隣寺

辻町4丁目5に所在。現在の住職は節談説教使の一人である祖父江佳乃。祖父は祖父江省念で、省念は関山和夫により「日本仏教伝統の節談説教を現代に継承する正統説教者」として評価された人物であり、1970年代にあったという永六輔・小沢昭一らによる節談説教再評価のきっかけになった人物でもあるという。
- 徳風幼児園
- 愛知県警察北警察署辻交番

### 5丁目
- 羊神社

辻の由来となったといわれる式内社。
- 曹洞宗如法山修善寺

辻町5丁目30（旧字郷中462）に所在。（文安3年）11月13日浅井右近源善良により建立、霊梅笑山和尚による開山と伝える。 元禄年間に熱田田中町から移転してきたという。また、本尊の薬師如来は815年（弘仁6年）3月空海による一刀三体のものという。

### 9丁目
- アピタ名古屋北店
- 辻コミュニティセンター

### 字古新田
- 名古屋市上下水道局三階橋ポンプ場
- 黒川樋門

### 字流
- 愛知県衛生研究所

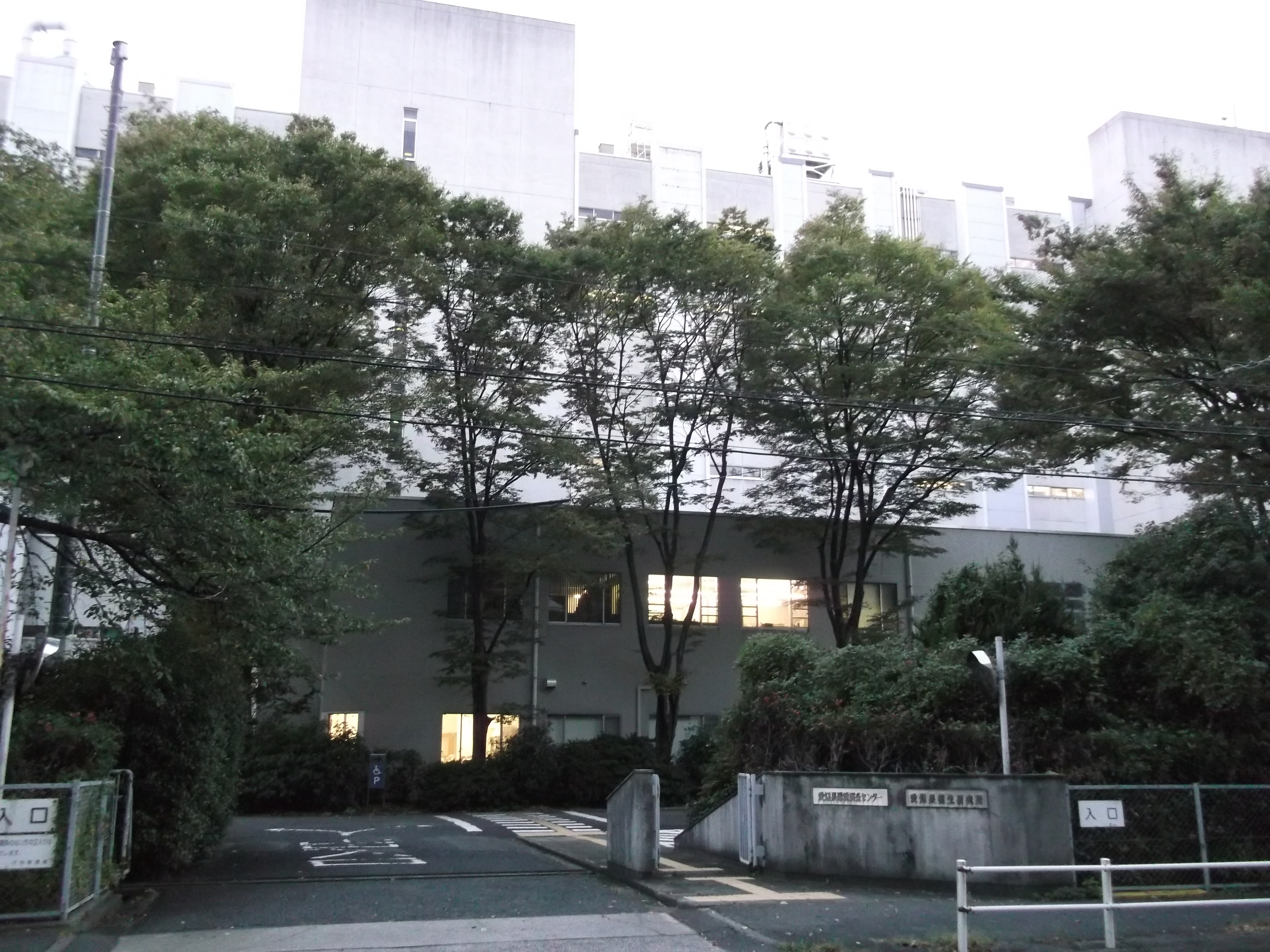
愛知県衛生研究所（字流）
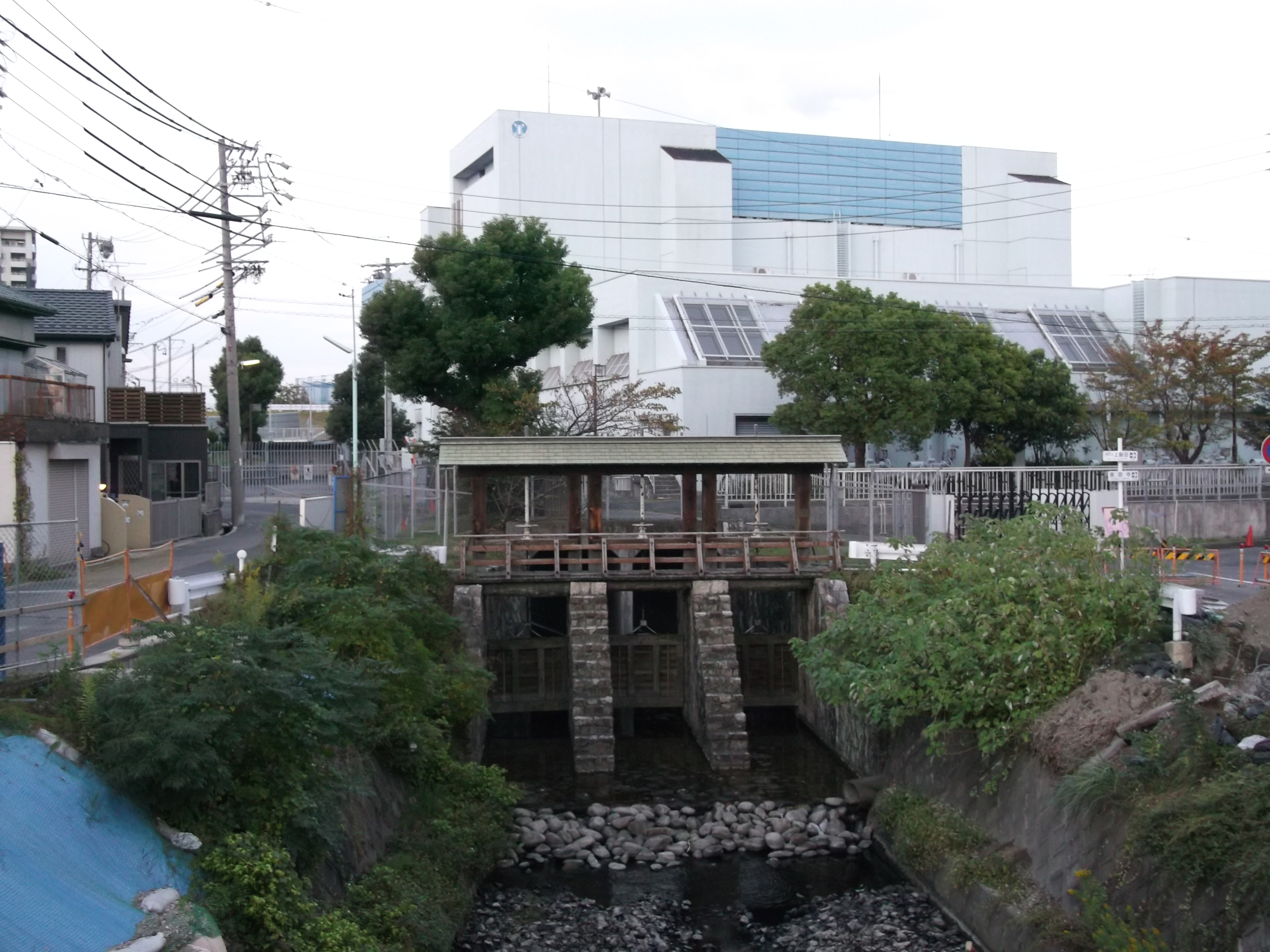
手前が黒川樋門・奥が三階橋ポンプ所

## 旧跡
- 犬山街道の並木

『西春日井郡誌』によると、萩野村大字辻（当時）の東南端から三階橋までの犬山街道に約10町（約1キロメートル）松並木が植えられていたという。現存しない。
- 犬飼秀長の腕塚

『西春日井郡誌』によると、萩野村大字辻字池ノ内（当時）の水田に丘のように所在していたという。秀長は山崎の戦いにより右腕を斬られたが、一命を取り留め安井村に隠棲したという。その際、右腕を辻村の西端の葭原に埋めたものと伝わる。7代後の長詮が宝暦9年12月浅野家菩提寺の清学寺に寄付したが、明治26年4月26日清学寺住職梅村嶺淳が浅野家に返還したという。現存しない。

## その他

### 日本郵便
- 郵便番号 : 462-0032[WEB 2]（集配局：名古屋北郵便局[WEB 12]）。

### WEB
1. 1 2  “町・丁目(大字)別、年齢(10歳階級)別公簿人口(全市・区別)”.   名古屋市. 2022年3月29日閲覧。
2. 1 2  “郵便番号”.  日本郵便. 2019年1月6日閲覧。
3. ↑  “市外局番の一覧”.   総務省. 2019年1月6日閲覧。
4. ↑  “北区の町名一覧”.   名古屋市 (2015年10月21日). 2019年1月12日閲覧。
5. ↑  名古屋市道路認定図 町名検索2013年9月4日閲覧。
6. ↑  “市立小・中学校の通学区域一覧”.   名古屋市 (2018年11月10日). 2019年1月14日閲覧。
7. ↑  “平成29年度以降の愛知県公立高等学校（全日制課程）入学者選抜における通学区域並びに群及びグループ分け案について”.   愛知県教育委員会 (2015年2月16日). 2019年1月14日閲覧。
8. ↑  名古屋市交通局 なごや地図ナビ 辻町2013年10月27日閲覧。
9. ↑  名古屋市交通局 なごや地図ナビ 辻本通2013年10月27日閲覧。
10. ↑  名古屋市交通局 なごや地図ナビ 上飯田西町2013年10月27日閲覧。
11. ↑  金田一秀穂 (2013年9月30日). “よみがえる話芸 節談説教 東海ラジオ放送訪問記（放送文化基金報 No.79）”. 2013年10月26日閲覧。
12. ↑  郵便番号簿 平成29年度版 - 日本郵便. 2019年01月06日閲覧 (PDF)

### 新聞
1. 1 2 3 4 5  “大隈鉄工跡地 売り手の業績回復して… 名北団地計画に 待った 全面売却を撤回 構想、縮小のハメ 県と市大弱り 『発祥の地、ご了承を』大隈鉄工”. 中日新聞 (中日新聞社):  p. 19. (1979年5月3日)

### 書籍
1. 1 2 3 4 5 6 7 8 9 10 11  「角川日本地名大辞典」編纂委員会編 1989, p. 845.
2. ↑  北区制50周年記念事業実行委員会 編『北区誌』1994年、551頁。
3. ↑  名古屋市北区役所市民室 1979, p. 18.
4. 1 2 3 4 5 6 7  名古屋市北区役所市民室 1979, p. 62.
5. ↑  名古屋市北区役所市民室 1979, p. 53.
6. 1 2  名古屋市北区役所市民室 1979, p. 54.
7. 1 2 3  名古屋市北区役所市民室 1979, p. 67.
8. 1 2  名古屋市・名古屋市みどりの協会共編 2013, p. 32.
9. 1 2  名古屋市・名古屋市みどりの協会共編 2013, p. 33.
10. ↑  『よみがえる話芸 節談説教』東海ラジオ放送、2012年5月27日放送。（『放送ライブラリー』所蔵）
11. 1 2 3  西春日井郡編 1923, p. 378.
12. ↑  西春日井郡編 1923, p. 455.
13. 1 2 3 4  西春日井郡編 1923, p. 470.